# Csiki Júlia
Csiki Júlia (Mátészalka, 1923 – 1991) táncművész, a Mátészalkai Cigányegyüttes megalapítója és vezetője. 
Együttesével bejárta Magyarország szinte valamennyi részét. Fellépéseiket külföldön is nagy elismerés övezte.
Elnökségébe választotta a Magyar Táncművészek Szövetsége, kitüntetések sokasága kísérte szakmai munkásságát.

## Élete és munkássága

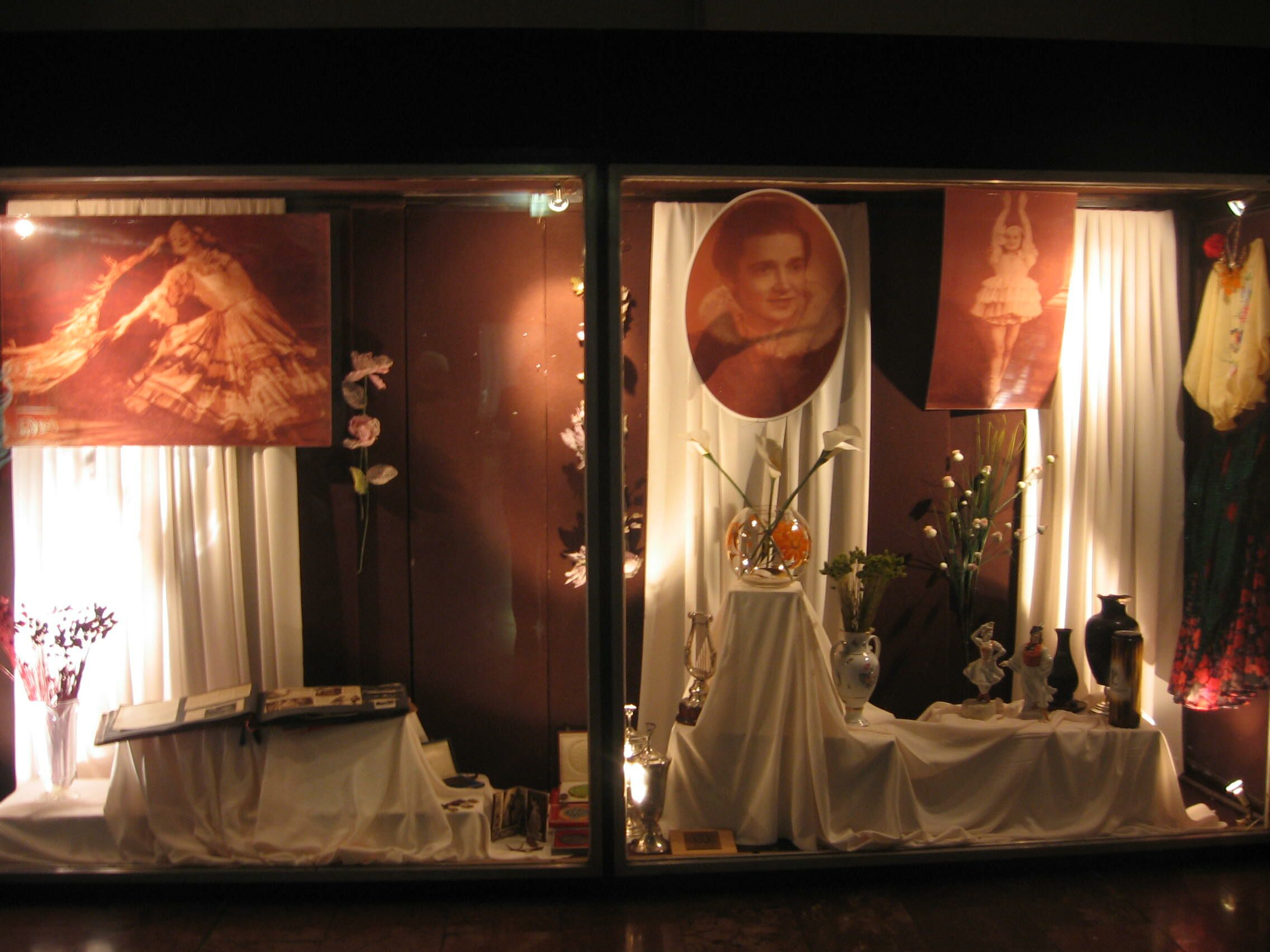
Az emlékkiállítás egy részlete

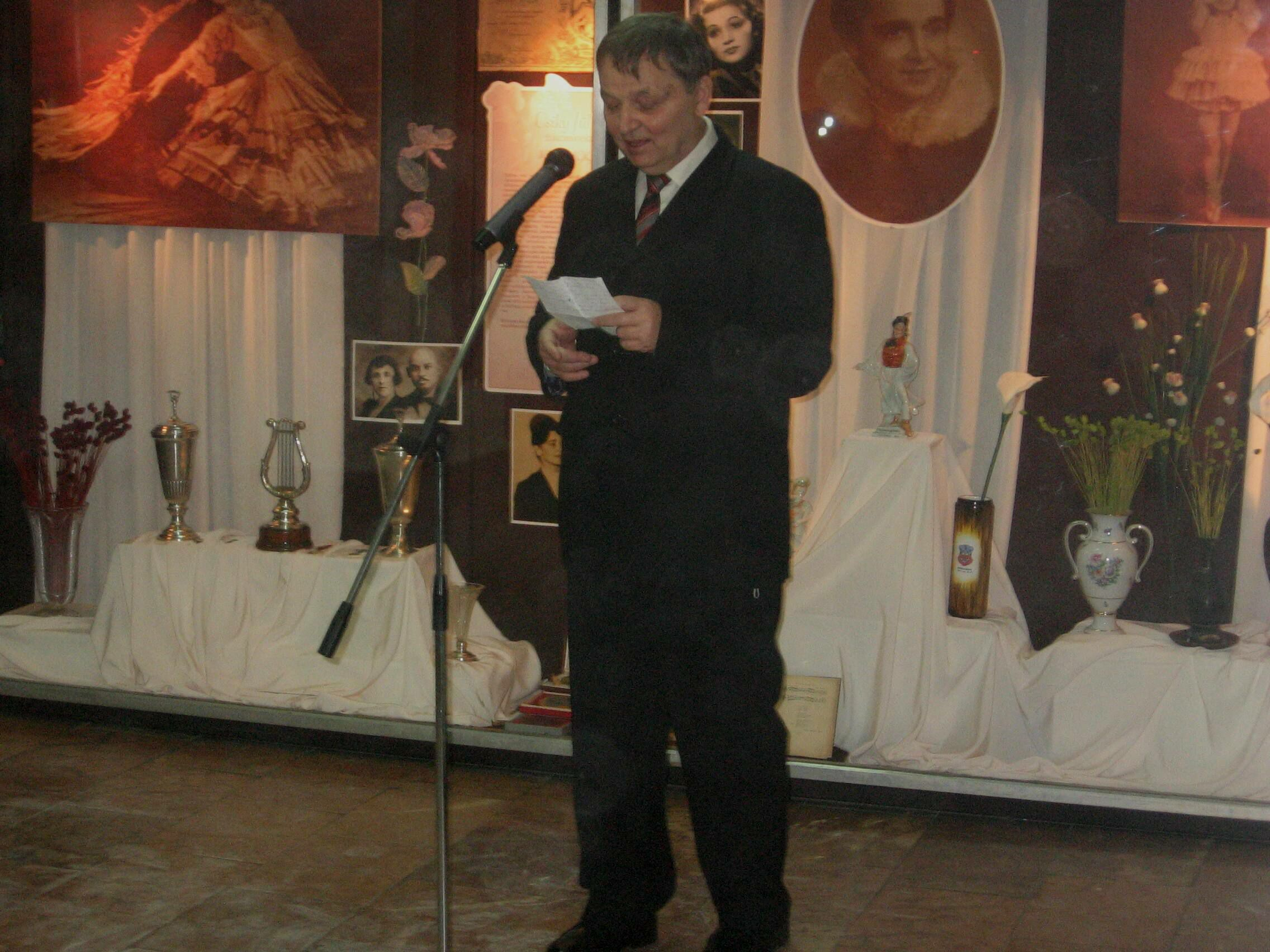
Csiki Antal, Júlia fia a megnyitón

Csiki Júlia 1923-ban született Mátészalkán. Édesapja Ezüstlant-díjas mátészalkai cigányprímás, zeneszerző és karmester volt.
Fellépései alkalmával számtalanszor magával vitte az akkor tízéves, tehetséges kislányt még a Tisza grófok kastélyába is, és együtt mutatták be műsorukat a főúri közönségnek. Hatalmas sikerük volt a Monti csárdással is.
Az édesapa - bár nyolc gyermeke volt - mindent megtett azért, hogy a kislány tanulhasson.
1934-ben Pestre vitte tanulni a legjobb mesterekhez. Cziffra György (zongoraművész)éknél lakott, a később világhírűvé vált zongoraművész családjánál. A kis Júlia Brada Ede nagy hírű Táncakadémiájába ment tanulni, ahol tehetsége fejében ingyen tanulhatott.
Így nyert felvételt az Operaház táncművészeti szakára is, ahol olyan társakkal tanult együtt, mint Lakatos Gabriella. Az akkori újságok a, Színházi Élet az egyik legígéretesebb magyar táncosként jellemzi. Azonban nem csak az Ybl-palotában lépett fel, hanem például a már akkor híres Moulin Rouge-ban is, hiszen meg kellett élnie, mivel a 9 gyermekes család otthonról nem tudta támogatni.
Fényes táncjövőt jósoltak neki.
Életébe azonban beleszólt a háború, a bombázások, szülei gyengélkedése. Otthagyta Budapestet, és hazatért Mátészalkára.
1944 decemberében már Mátészalkán toborozta kis csoportját. Először a szovjet katonáknak adták elő műsorukat, nagy sikert aratva vele. Az ötvenes években Volly Istvánt kérte fel a Mátészalkai Cigány Együttes zenei irányítására, amit Volly éveken keresztül végzett. Így indult el három és fél évtizedes, egészen az 1980-as évekig tartó hódító útjára a Mátészalkai Cigányegyüttes, amelynek Júlia volt a vezetője, művészeti instruktora és lelkes mindenese.
Cigánydalokat gyűjtött, megfigyelt, és továbbfejlesztett. Aki látta őket - a legnagyobbak közül például: Rábai Miklós, a Magyar Állami Népi Együttes vezetője - elragadtatással szólt Csiki Júlia és együttese tudásáról.
A rövid cigánydalokat, cigánytáncokat magyar néptáncok és balettszámok követték Júlia összeállításában, komponálásával:
Cigánytábor, Cigánylakodalmas, Cigánykovács avatás - mindegyik az eredetből, a hagyományokból táplálkozott. A sajátos cigány népszokást formálta dallal, tánccal, játékkal színpadra, nagyszerű érzékkel, művészi színvonalon.
A kiváló együttes az évek során a Nyírség, az Alföld és a Dunántúl szinte valamennyi kis és nagy városát bejárta, s meghívást kapott az ország szinte minden rangos eseményére.
Az időközben két és fél órára bővült műsorukat rendkívüli érdeklődéssel fogadták országszerte.
Az együttes járt külföldön is. Szerződést kínáltak nekik Franciaországból, Dániából és Libanonból, és a világ távolabbi részeiből is. A távoli utakat csak Júlia betegsége, meg az együttes anyagi nehézségei akadályozták meg.
Csiki Júlia koreográfus, művészeti vezető és mindenekelőtt táncművész, szinte hetenként volt témája a korabeli lapoknak. Útját kitüntetések sora kísérte, szakmai körökben rendkívüli tehetségéről, szervezőképességéről felső fokon beszéltek.
A Magyar Táncművészek Szövetsége is elnökségébe választotta.
Azonban mégis az okozta a legnagyobb örömöt számára, ha műsoruk végén kezét szorongatták a közönség soraiból, s ha elhangzott: Kár, hogy már vége van!
1991-ben 68 évesen búcsúzott végleg övéitől. A mátészalkai temetőben pihen.

## Emlékezete
Csiki Júlia, a kivételes képességű táncos emlékét Mátészalka városa a helyi művelődési központ aulájában
2007 decemberében megnyitott állandó kiállítása őrzi.
A kiállítás anyagának nagy részét - az édesanyja hagyatékából származó dokumentumokat és tárgyi emlékeket -
a táncművész és koreográfus fia, Csiki Antal adományozta a városnak.